# Quapaw (langue)
Cet article concerne la langue quapaw. Pour le peuple, voir Quapaws.
Le quapaw est une langue amérindienne de la famille des langues siouanes du sous-groupe des langues siouanes de la vallée du Mississippi, parlée dans le Nord-Est de l'Oklahoma, dans la région de Miami.

## Histoire
Originellement parlé à l'embouchure de l'Arkansas, le quapaw est une des quatre langues dhegiha.
Quand, en 1973-1974, le linguiste Robert L. Rankin travaille sur le quapaw, il n'identifie qu'une locutrice de langue maternelle et quelques semi-locuteurs. La langue est éteinte.